# 아디제강

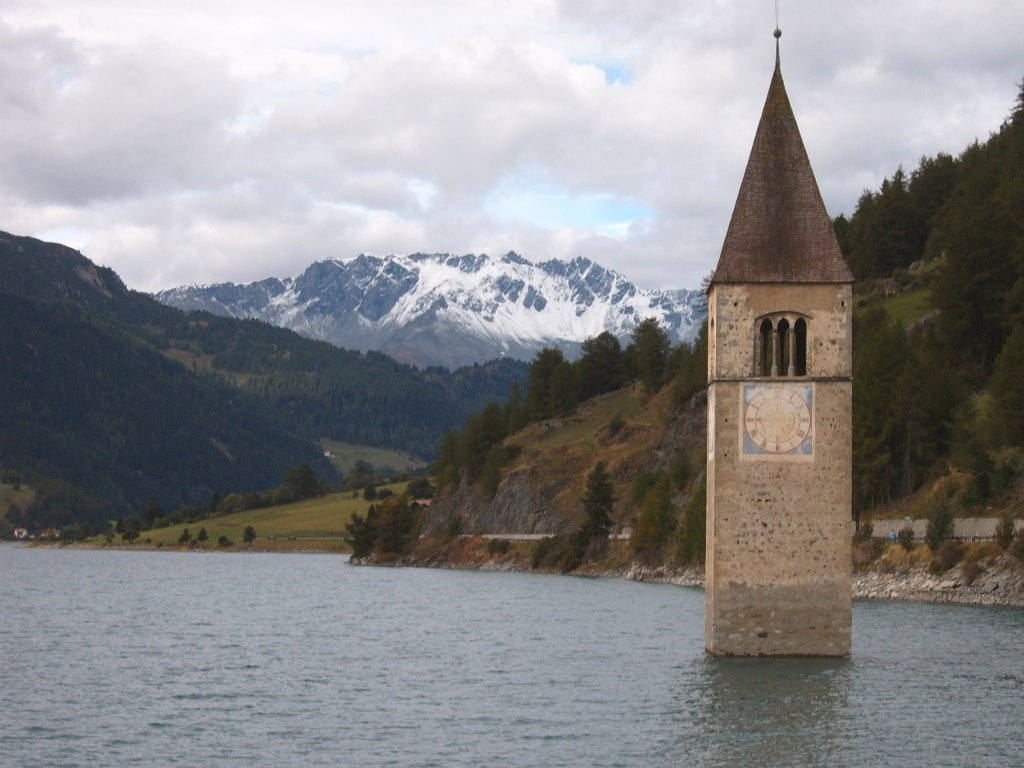
레시아 호수 인근

아디제강(이탈리아어: Adige, 독일어: Etsch 에치[*], 라틴어: Athesis, 고대 그리스어: Αθισης)는 알프스산맥 인근에 위치한 강으로서 이탈리아의 강이다. 오스트리아, 스위스와 경계를 이루는 분수계 역할을 하기도 한다. 총 길이는 410 km이며 포강에 이어 두 번째로 길다.
레시아호를 가로질러 흘러가며 인강 계곡으로 흘러들어간다. 이 지역에는 종탑이 유명한데 1953년 댐으로 수위가 높아져 버려지면서 남아 있는 유적이다.
호수를 지나서는 동쪽으로 흘러들어가며 파시리오강과 북쪽으로 만난다. 남쪽으로는 이사르코강과 만나서 알프스산맥 방향으로 계속 흘러간다.

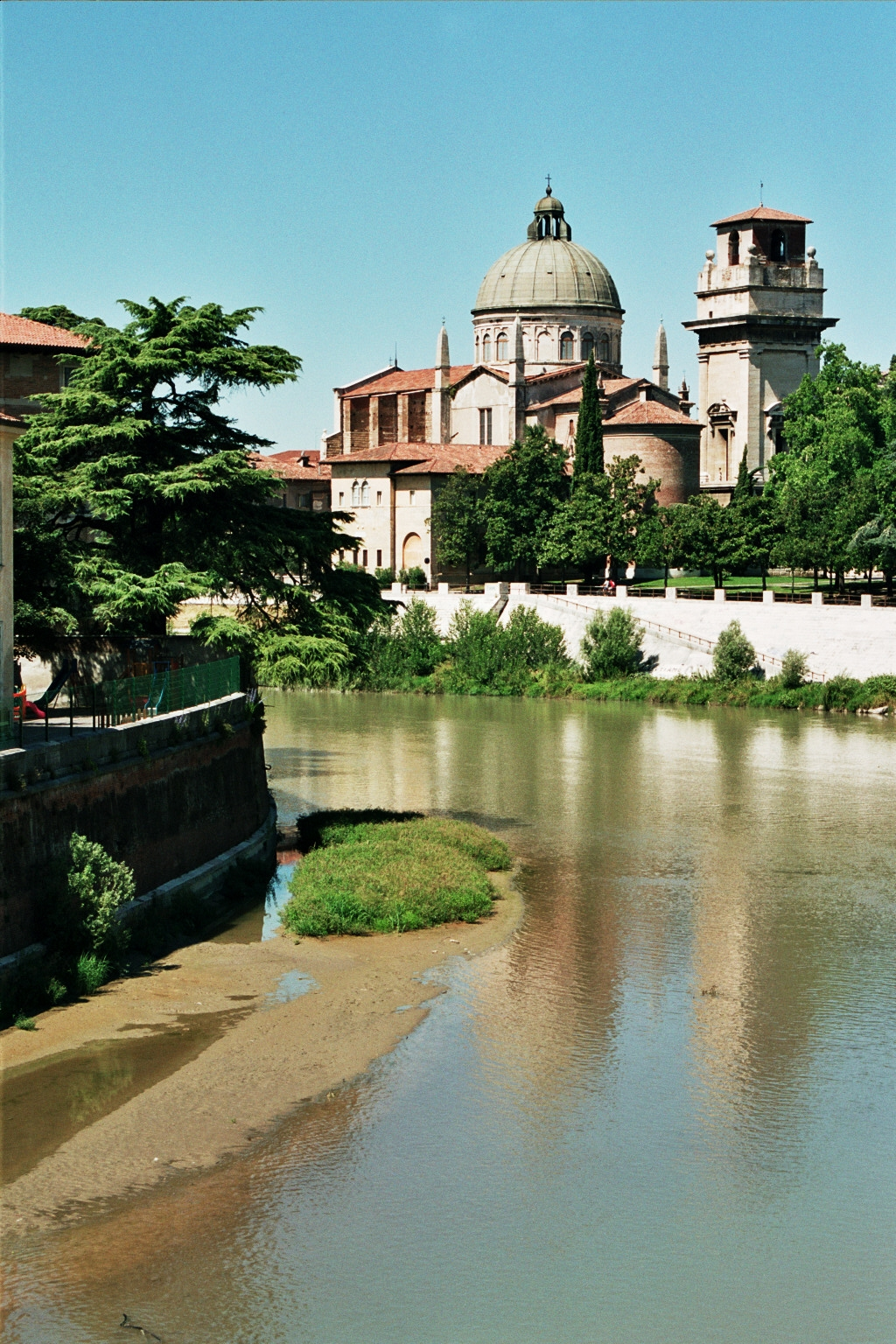

트렌토 근처에서 아디제강은 아비소강, 노세, 페르시나강과 합류한다. 후에 트렌티노 지역을 흘러가며 로베르토나 아드리아 지방을 거치며 계꼭지대를 이룬다. 포 평원의 북동지대에 맞닿으며 아드리아해로 흘러들어가게 되는데 포강과 함께 평행선을 이루며 흘러가기 때문에 합류하지 않은 채로도 삼각주를 이룬다.
산맥지대를 흘러가는 강으로서 아디제강은 산지대이므로 범람이 급작스럽게 일어나기도 한다. 때문에 여러 운하가 설치돼 있다.